# Minatitlán kommun, Veracruz
Minatitlán är en kommun i Mexiko.   Den ligger i delstaten Veracruz, i den sydöstra delen av landet, 500 km öster om huvudstaden Mexico City.
Följande samhällen finns i Minatitlán:
- Minatitlán
- Las Lomas
- La Concepción
- Emilio Carranza
- Ixhuatepec
- Carrizal Cinco de Febrero
- Carolino Anaya Ramírez
- Francisco I. Madero
- Aquiles Serdán
- La Michoacana
- Tenochtitlán
- La Nueva Reforma
- San Pedro Mezcalapa
- Emiliano Zapata
- Estero de Zicatlán
- El Diamante
- Rafael Murillo Vidal
- Francisco Villa
- Adalberto Tejeda
- Pueblo Viejo
- Francita
- Monte Obscuro
- Norberto Aguirre Palancares
- Chichonal Nopalapa
- San Francisco las Ánimas
- Nueva Reforma
- Adalberto Tejeda
- El Rubí
- Crucero Arroyo de Chichigapan
- La Esmeralda
- Progreso del Mirador
- Boca de Uxpanapa
- Poblado Cinco de Mayo Dos
- El Valedor
- Las Limas
- El Roble
- La Arena
- El Monal
- Las Palmas
- San Plácido
- Benito Juárez
- La Soledad
- Plan de la Ceiba
- El Jimbal
- Tortuguero Chico
- Tecuanapilla
- Ejido Rodríguez
- El Chiflido
- San José Pochitoque
- La Paz
- El Rubio
- Palancares
- Ampliación Ceiba Bonita
- Tacomango
- Benito Juárez
- Boca de Oro
- Moctezuma
- Enrique Rodríguez Cano
- Antigua Uxpana
- El Jícaro
- Josefa Ortiz de Domínguez
- La Nueva Concepción
- Adalberto Tejeda Sección Dos
- Cuauhtémoc
- La Nueva Rosita
- Miguel Alemán
- Palo Bonito
- Romita